# Aegla plana
Aegla plana is een tienpotigensoort uit de familie van de Aeglidae. De wetenschappelijke naam van de soort is voor het eerst geldig gepubliceerd in 1977 door Buckup & Rossi.